# نکژنی
نکژنی (به مجاری:  Nekézseny) یک منطقهٔ مسکونی در مجارستان است که در ناحیه اوزد واقع شده‌است.